# Yuria Kizaki
Pour les articles homonymes, voir Kizaki.
Yuria Kizaki (木﨑ゆりあ, Kizaki Yuria), née le 11 février 1996 dans la préfecture d'Aichi, au Japon, est une chanteuse, idole japonaise du groupe de J-pop SKE48.